# Terry Gou
Terry Gou (nascido em 18 de outubro de 1950) é um empresário e político bilionário taiwanês. Gou é o fundador e ex-presidente e CEO da Foxconn, o maior fabricante terceirizado de eletrônicos do mundo. Fundada em 1974, a Foxconn cresceu e tornou-se um império empresarial internacional, tornando-se o maior empregador e exportador privado na China continental, com uma força de trabalho de 1,2 milhões de pessoas. Em 2022, Gou tinha um patrimônio líquido de US$6,8  bilhões.
A partir de 2016, surgiram especulações em torno das ambições políticas de Gou antes das eleições presidenciais de 2020. Em 2019, Gou renunciou à Foxconn e ingressou no Kuomintang (KMT) para concorrer à presidência, declarando que foi instruído pela deusa do mar Mazu em um sonho para disputar a eleição. Gou acabou perdendo a eleição, ficando em segundo lugar nas primárias do Kuomintang. Depois de deixar o partido após as primárias de 2019, Gou voltou em 2023 e anunciou sua intenção de concorrer à presidência nas eleições presidenciais de 2024. Uma vez descrito como um "velho amigo" pelo líder chinês Xi Jinping, Gou foi caracterizado como amigável aos interesses comerciais do Continente durante sua carreira política e empresarial. Em dezembro de 2022, Gou foi creditado por ajudar a fazer lobby com sucesso junto à administração Xi Jinping para facilitar as regras de zero-COVID implementadas durante a pandemia. Na política externa, Gou criticou o movimento de independência de Taiwan e apelou a uma redução das tensões sino-americanas. Devido à sua experiência empresarial e à imagem de estranho político, Gou foi comparado na mídia internacional ao ex- presidente dos EUA, Donald Trump.